# Georges de Bellerive
Georges Michel Louis de Martin de Bellerive est un médium né à Lyon le 11 septembre 1923 et mort le 15 février 2009 à Saint-Étienne. 

## Biographie
Sa mère meurt alors qu'il n'a que 11 ans. Ses parents étant divorcés, il part vivre chez son père qui décède à son tour, d'un cancer, quelques années plus tard. Sa famille paternelle ne prenant pas son don au sérieux, il en ressent une grande frustration.
En 1984 et 1985, il a accepté d'être suivi dans sa pratique de voyant afin d'être le sujet d'une étude pluridisciplinaire (sociologie, anthropologie et psychologie) de François Laplantine sur la voyance, les résultats de ces travaux ont été publiés dans le livre Un voyant dans la ville, cet ouvrage a lui-même fait l’objet d’une revue bibliographique et d'une critique par Françoise Champion.
À 25 ans, il ouvre son premier cabinet grâce au soutien d'une amie. Il exerçait encore en 2004, rue Waldeck-Rousseau près de la gare de la Part-Dieu toujours à Lyon.
Il est notamment passé dans l'émission Mystères sur TF1 en 1992, qui le révèle au grand public.